# Otto Pohl
Otto Pohl (* 28. März 1872 in Prag, Österreich-Ungarn; † 9. Juli 1940 in Vaison-la-Romaine) war ein  österreichischer sozialistischer Journalist, Publizist, Politiker und Botschafter.

## Leben

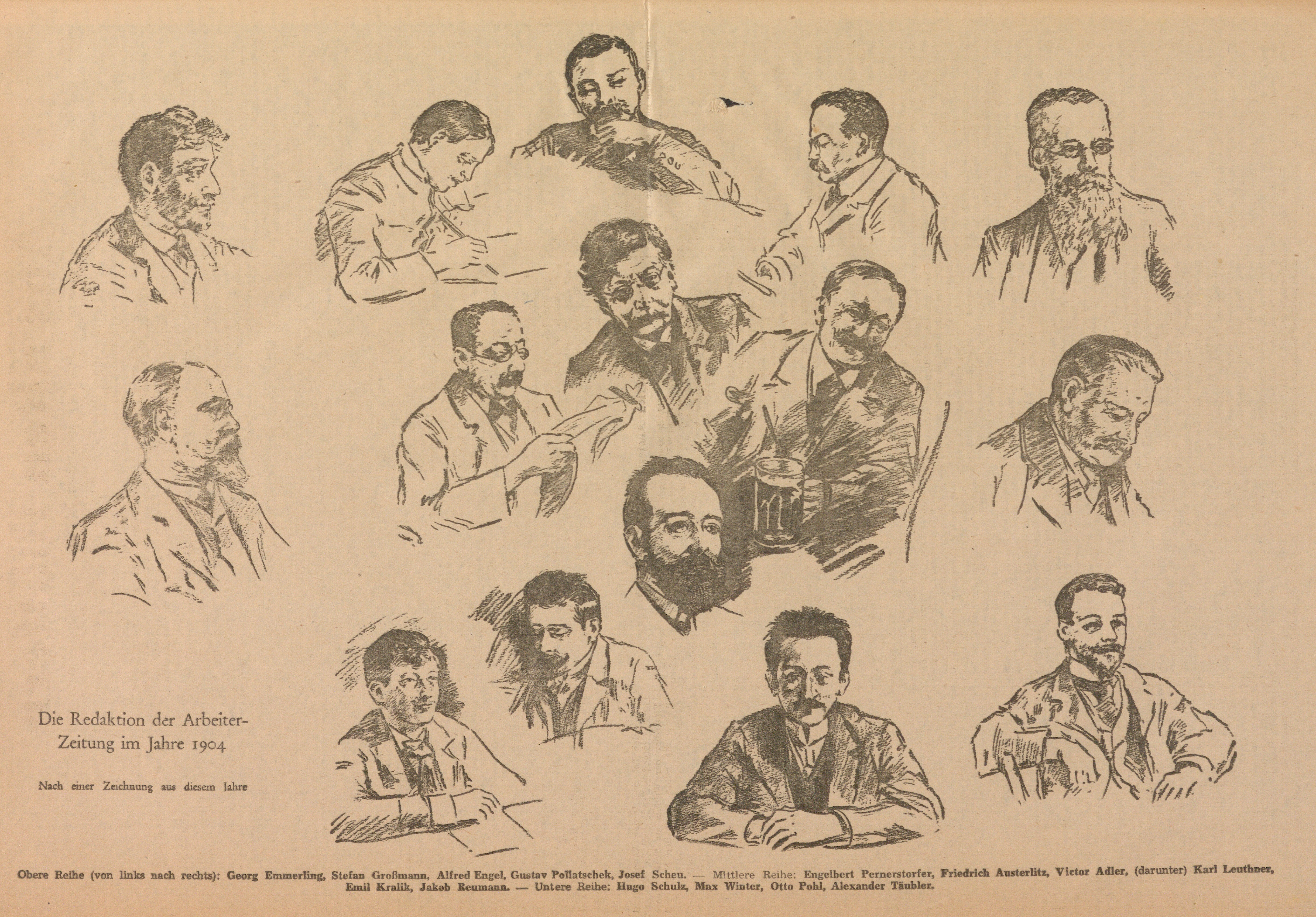
Die Redaktion der Arbeiter-Zeitung 1904: Georg Emmerling, Stefan Großmann, Alfred Engel Gustav Pollatschek, Josef Scheu. - Mittlere Reihe: Engelbert Pernerstorfer, Friedrich Austerlitz, Victor Adler, (darunter) Karl Leuthner, Emil Kralik, Jakob Reumann. - Untere Reihe: Hugo Schulz, Max Winter, Otto Pohl, Alexander Täubler

Otto Pohl war der Sohn des Prager Bankiers Wilhelm Pohl. Er studierte Rechtswissenschaft und Staatswissenschaft an der Karl-Ferdinands-Universität Prag, war Mitglied der Sozialdemokratie und dem Verband jugendlicher Arbeiter. Er wurde zum Doktor der Rechte promoviert.
Ab 1895 war er Korrespondent von Victor Adlers Arbeiter-Zeitung in Prag. Er verlegte ab 1897 die deutsch-tschechische Monatszeitschrift Die Akademie.
1898 siedelte er sich in Wien an, wo er von 1898 bis 1918 Redakteur der Arbeiter-Zeitung war. Im August 1900 heiratete er die Sozialistin und Frauenrechtlerin Lotte Glas, mit der er eine Tochter hatte. Von 1918 bis 1920 leitete er die Öffentlichkeitsarbeit des Außenministeriums.
Von 1920 bis 1922 leitete er die Kriegsgefangenen-Repatriierungskommission und war anschließend auf Wunsch von Lenin Ministre plénipotentiaire der Republik Österreich in Moskau. Von 1924 bis 1927 war er außerordentlicher Gesandter in Moskau.
1927 wurde er nach innenpolitischen Auseinandersetzungen in Österreich in den Ruhestand versetzt. Von 1929 bis 1934 verlegte er in Wien die deutschsprachige Moskauer Rundschau, eine Wochenzeitung, die Verständnis für die Sowjetunion fördern sollte. Nach der Machtübernahme durch das Schuschnigg-Regime hielt er sich in der Tschechoslowakei, der Schweiz, Frankreich und Finnland auf.
1937 wurde er Mitarbeiter des Pariser Tageblatts von Vladimir Poliakov. Nach der deutschen Besetzung Frankreichs 1940 floh er in das unbesetzte Südfrankreich. Dort beging er am 9. Juli 1940 mit seiner Lebensgefährtin Margarete Schwarz Suizid.
Pohl erhielt 1927 das Große Goldene Ehrenzeichen für Verdienste um die Republik Österreich.

## Schriften
- Der Arbeiter im kapitalistischen Staate und in der socialistischen Gesellschaft, Wien : Wiener Volksbuchh. Brand, 1902.